# Цитович, Иван Сергеевич
Иван Сергеевич Цитович (1876, Павловский Посад  — 1955) — русский и советский физиолог и фармаколог, доктор медицины, профессор. Заслуженный деятель науки РСФСР (1940).

## Биография
Иван Сергеевич Цитович родился в 1876 году в семье работника железнодорожного транспорта в городе Павловский Посад Московской губернии. После окончании средней школы поступил в Петербургскую военно-медицинскую академию. В 1899 году временно исключался из академии за участие в студенческих волнениях.  
После окончания в 1903 году академии был направлен в Варшавский военный округ, где с 1903 по 1907 год работал военным врачом. В эти годы им изобретен прибор для дозирования препарата для прививания оспы — оспенного детрита. За эту работу был награждён зарубежной командировкой для повышения квалификации. В 1906 году в армии отказался участвовать при казни осужденного, за что имел взыскание и был выслан в глухое место Картуз-Береза Гродненской губернии, Пружанского уезда. В 1908 году вернулся в Петербург и устроился на работу ассистентом кафедры физиологии Женского медицинского института. С 1915 года работал приват-доцентом кафедры физиологии Женского медицинского института (ныне Первый Санкт-Петербургский государственный медицинский университет имени академика И. П. Павлова). 
В 1911 году под руководством академика Ивана Петровича Павлова защитил докторскую диссертацию. Тема диссертации: «Происхождение и образование натуральных условных рефлексов». С 1917 года — профессор кафедры физиологии Тифлисского (ныне Тбилисского) университета. С 1919 по 1954 год руководил кафедрой фармакологии медицинского факультета Донского университета (ныне Ростовский государственный медицинский университет). В годы Великой Отечественной войны занимался изучением ядовитых веществ и вел работу по подготовке медицинских кадров.
И. С. Цитович — автор около 130 научных работ, связанных с созданием методик для физиологических исследований (метод выведения мочеточников), трудов по физиологии высшей нервной деятельности, пищеварения, сосудистых рефлексов и др. Под редакцией И. П. Павлова был издан учебник «Физиология в опытах».
Область научных интересов: психорефлексы, условнорефлекторная деятельность, возрастная физиология, проблемы фармакодинамики и промышленной токсикологии, влияние больших высот на организм.  Им изучены вопросы, касающиеся изготовления лекарственных препаратов животного происхождения и лекарств из дикорастущих трав.
В свое время И. С. Цитович создал аппарат для стерилизации детритных трубочек, камеру-ингаляторий для изучения летучих токсических веществ и др. В 1947 году И. С. Цитович за работу в области возрастной физиологии «Фармакология и физиология возрастных изменений» был удостоен премии имени И. П. Павлова АН СССР.
Под руководством И. С. Цитовича в Ростовском государственном медицинском университете было защищено около 11 кандидатских и 9 докторских диссертаций.

## Награды и звания
- Заслуженный деятель науки РСФСР (1940).
- Премия имени И. П. Павлова (1947 — за работы в области возрастной физиологии[1])

## Труды
- О влиянии алкоголя на отделение желудочного сока// Труды Русского общества охранения народного здравия, в. 7-8, с. 568, Спб., 1905;
- О происхождении натурального условного рефлекса// Труды Общества русских врачей, сентябрь-декабрь, с. 26, Спб., 1911;
- Происхождение и образование натуральных условных рефлексов, дисс., Спб., 1911;
- Наблюдения во время свободного полета// «Русский врач», № 25, с. 577, 1915;
- Регенерация мочеприемника, как отдаленный результат пересадки мочеточников// «Медицинская мысль», т. 4, кн. 3, с. 22, 1927;
- К вопросу о механизме отравляющего действия хлора// Труды Ростовского мед. института, сб. 7, с. 70, 1940;
- Использование методических приемов И. П. Павлова в различных областях исследовательской работы нашей кафедры// Физиологический журнал СССР, т. 35, № 6, с. 683, 1949.